# Pinanga
Pinanga är ett släkte av enhjärtbladiga växter. Pinanga ingår i familjen Arecaceae.

## Bildgalleri

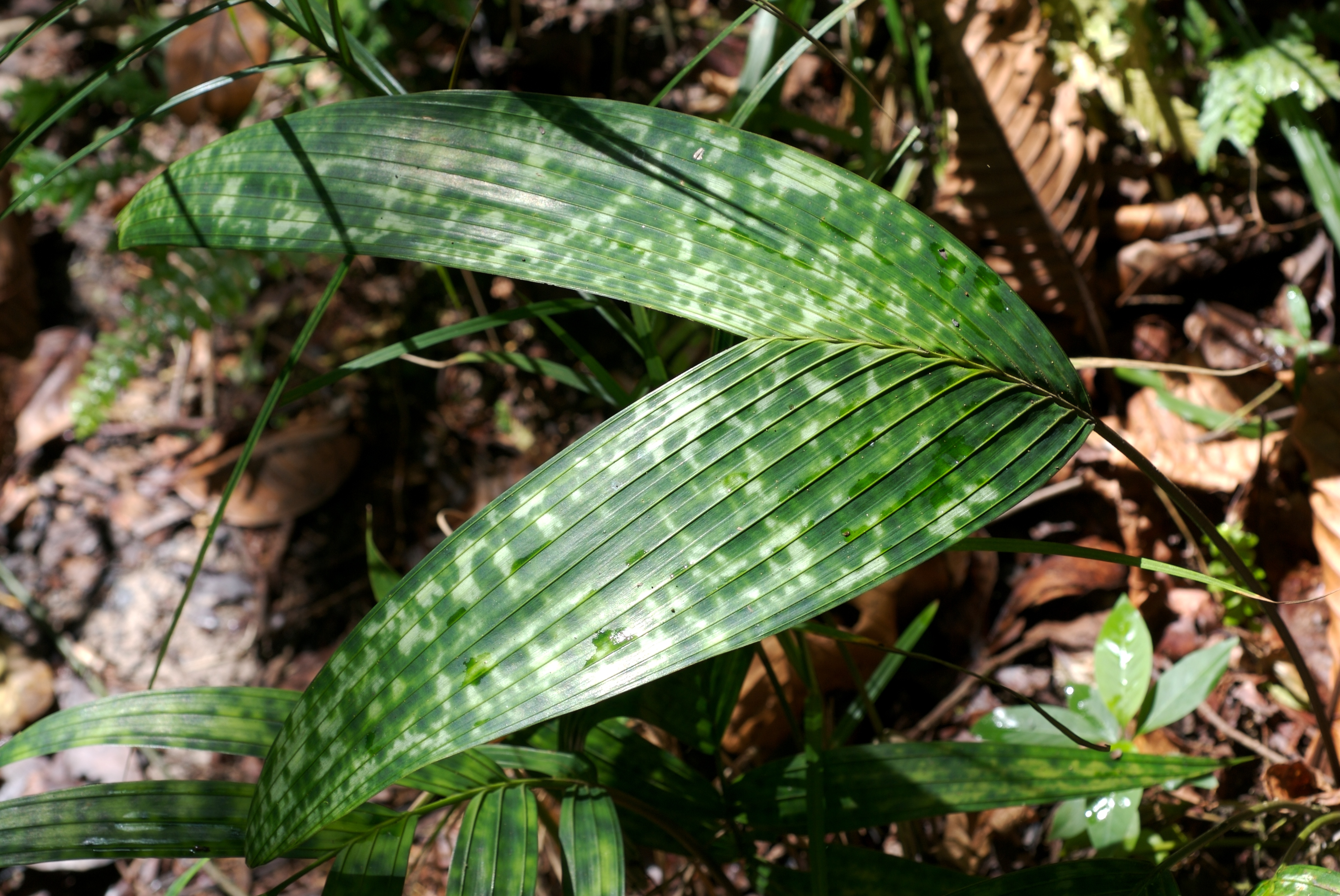
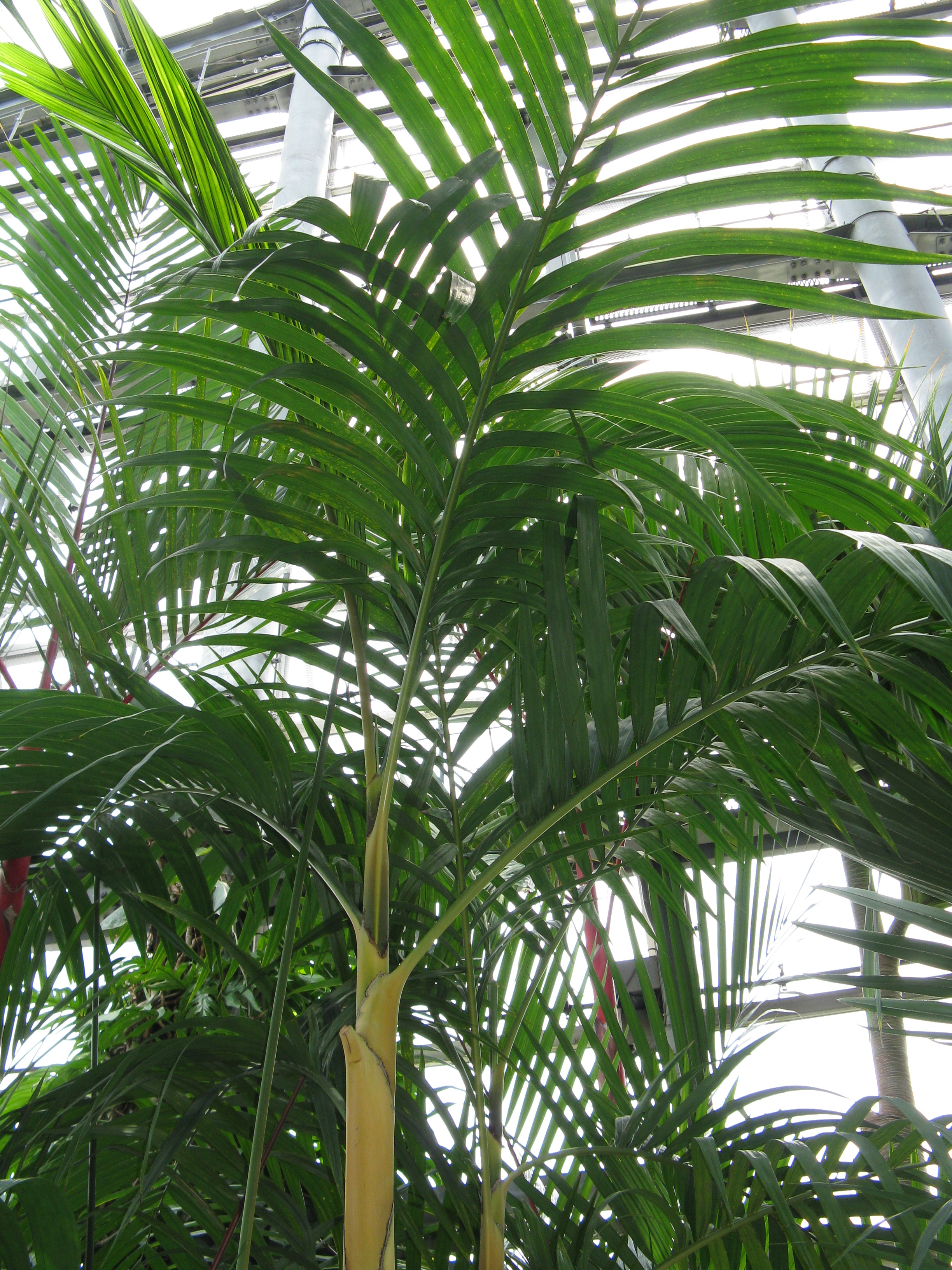
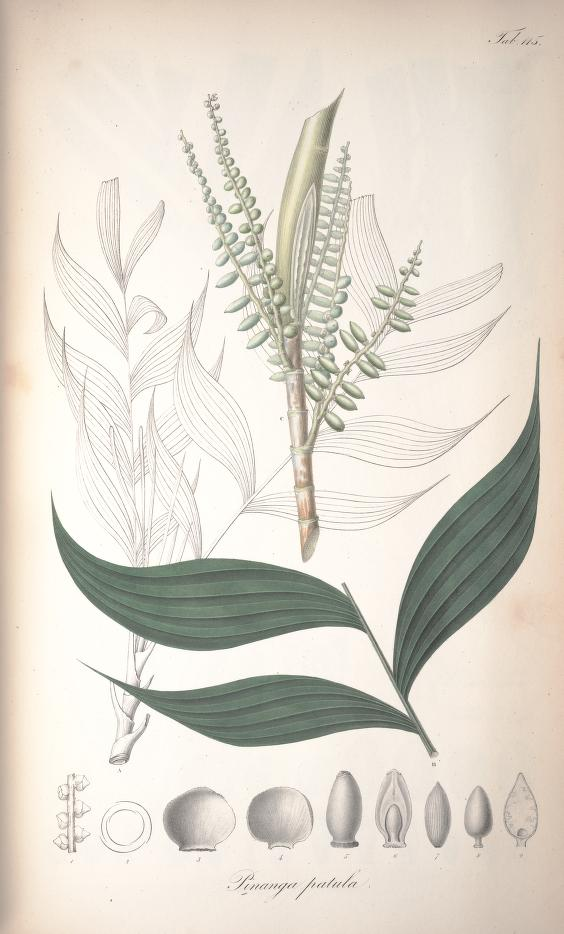

## Dottertaxa tillPinanga, i alfabetisk ordning[1]
- Pinanga acaulis
- Pinanga acuminata
- Pinanga adangensis
- Pinanga albescens
- Pinanga andamanensis
- Pinanga angustisecta
- Pinanga annamensis
- Pinanga arinasae
- Pinanga aristata
- Pinanga arundinacea
- Pinanga auriculata
- Pinanga badia
- Pinanga basilanensis
- Pinanga batanensis
- Pinanga baviensis
- Pinanga bicolana
- Pinanga borneensis
- Pinanga brevipes
- Pinanga caesia
- Pinanga capitata
- Pinanga cattienensis
- Pinanga celebica
- Pinanga chaiana
- Pinanga cleistantha
- Pinanga copelandii
- Pinanga coronata
- Pinanga crassipes
- Pinanga cucullata
- Pinanga cupularis
- Pinanga curranii
- Pinanga declinata
- Pinanga decora
- Pinanga densiflora
- Pinanga dicksonii
- Pinanga disticha
- Pinanga dumetosa
- Pinanga duperreana
- Pinanga egregia
- Pinanga forbesii
- Pinanga fractiflexa
- Pinanga furfuracea
- Pinanga geonomiformis
- Pinanga glauca
- Pinanga glaucifolia
- Pinanga globulifera
- Pinanga gracilis
- Pinanga gracillima
- Pinanga grandijuga
- Pinanga grandis
- Pinanga griffithii
- Pinanga heterophylla
- Pinanga hexasticha
- Pinanga hookeriana
- Pinanga humilis
- Pinanga hymenospatha
- Pinanga inaequalis
- Pinanga insignis
- Pinanga isabelensis
- Pinanga jamariensis
- Pinanga jambusana
- Pinanga javana
- Pinanga johorensis
- Pinanga keahii
- Pinanga kontumensis
- Pinanga lacei
- Pinanga latisecta
- Pinanga lepidota
- Pinanga ligulata
- Pinanga limbangensis
- Pinanga limosa
- Pinanga macrospadix
- Pinanga maculata
- Pinanga malaiana
- Pinanga manii
- Pinanga megalocarpa
- Pinanga micholitzii
- Pinanga minor
- Pinanga minuta
- Pinanga mirabilis
- Pinanga modesta
- Pinanga mooreana
- Pinanga negrosensis
- Pinanga nuichuensis
- Pinanga pachycarpa
- Pinanga pachyphylla
- Pinanga palustris
- Pinanga pantiensis
- Pinanga paradoxa
- Pinanga parvula
- Pinanga patula
- Pinanga pectinata
- Pinanga perakensis
- Pinanga philippinensis
- Pinanga pilosa
- Pinanga plicata
- Pinanga polymorpha
- Pinanga porrecta
- Pinanga pulchella
- Pinanga purpurea
- Pinanga quadrijuga
- Pinanga ridleyana
- Pinanga rigida
- Pinanga riparia
- Pinanga rivularis
- Pinanga rumphiana
- Pinanga rupestris
- Pinanga salicifolia
- Pinanga samarana
- Pinanga sarmentosa
- Pinanga sclerophylla
- Pinanga scortechinii
- Pinanga sessilifolia
- Pinanga sibuyanensis
- Pinanga sierramadreana
- Pinanga simplicifrons
- Pinanga singaporensis
- Pinanga sobolifera
- Pinanga speciosa
- Pinanga stricta
- Pinanga stylosa
- Pinanga subintegra
- Pinanga subruminata
- Pinanga sylvestris
- Pinanga tashiroi
- Pinanga tenacinervis
- Pinanga tenella
- Pinanga tomentella
- Pinanga tomentosa
- Pinanga trichoneura
- Pinanga uncinata
- Pinanga urdanetensis
- Pinanga urosperma
- Pinanga variegata
- Pinanga watanaiana
- Pinanga veitchii
- Pinanga versicolor
- Pinanga woodiana
- Pinanga yassinii